# Kruszyn (województwo pomorskie)
Kruszyn (dodatkowa nazwa w j. kaszub. Krëszëniô, niem. Kruschin, Kruszyn, dawniej Kruszyna) – wieś kaszubska w Polsce położona w województwie pomorskim, w powiecie chojnickim, w gminie Brusy na obszarze Zaborskiego Parku Krajobrazowego nad południowym brzegiem jeziora Kruszyńskiego. Wieś jest częścią składową sołectwa Przymuszewo.
W latach 1975–1998 miejscowość administracyjnie należała do województwa bydgoskiego.